# Lilian Nyiti
Lilian Nyiti (sinh ngày 3 tháng 6 năm 1959) là một vận động viên chạy cự ly trung bình người Tanzania. Bà đã thi đấu ở nội dung 800 mét nữ tại Thế vận hội Mùa hè 1980.